# Gisela von Collande
Gisela von Collande (5 de febrero de 1915 - 23 de octubre de 1960) fue una actriz teatral y cinematográfica de nacionalidad alemana.

## Biografía
Su nombre completo era Gisela Huberta Valentine Maria von Mitschke-Collande, y nació en Dresde, Alemania. Procedía de una familia de la nobleza de Silesia, y sus padres eran el pintor Constantin von Mitschke-Collande (1884–1956) y su esposa, Hilde Wiecke (1892–1984), cuyo padre era Paul Wiecke, actor y director teatral en Dresde.
Recibió su educación artística en la Academia de Arte Dramático Ernst Busch, en Berlín. En 1932 se comprometió con el Volksbühne de Berlín, y más tarde formó parte del elenco del Deutsches Theater de esa ciudad, teatro en el cual fue primera actriz en numerosas obras clásicas.
Tras la Segunda Guerra Mundial continuó su carrera artística, actuando en el Teatro Thalia de Hamburgo dirigido por Willy Maertens, y trabajando después en Wuppertal, Berlín y Fráncfort del Meno. También fue actriz cinematográfica, aunque para la gran pantalla habitualmente hizo actuaciones de reparto.
Collande se casó el 17 de enero de 1935 en Berlín con el actor Josef Dahmen (nacido el 21 de agosto de 1903 en Solingen y muerto el 21 de enero de 1985 en Hamburgo). Fruto de la relación nacieron la actriz Andrea Dahmen y otra hija y un hijo. Fueron también actores su nieta Julia (nacida en 1978), su hermano Volker (1913–1990) y su sobrina Nora (nacida en 1958).
Gisela von Collande falleció en un accidente de tráfico ocurrido en 1960 en la carretera Bundesautobahn 8, entre Pforzheim y Karlsruhe. Fue enterrada en el Cementerio Ohlsdorf de Hamburgo junto a las tumbas de su hermano y su esposo.

## Filmografía
- 1936 : Verräter
- 1936 : Maria, die Magd
- 1937 : Heidenovelle (corto)
- 1937 : Der zerbrochene Krug
- 1937 : Hahn im Korb
- 1938 : Jugend
- 1938 : Skandal um den Hahn
- 1938 : Ziel in den Wolken
- 1938 : Pour le mérite
- 1939 : Der Schritt vom Wege
- 1943 : Das Bad auf der Tenne (dirección y guion de Volker von Collande)
- 1951 : Sündige Grenze
- 1952 : Rosen blühen auf dem Heidegrab
- 1953 : Staatsanwältin Corda
- 1954 : Der Mann meines Lebens
- 1954 : Zwischenlandung in Paris
- 1955 : Urlaub auf Ehrenwort
- 1955 : Alibi
- 1956 : Das Mädchen Marion
- 1957 : Der Stern von Afrika
- 1958 : Die Brüder (TV)
- 1959 : Die Ratten (TV)
- 1960 : Himmel, Amor und Zwirn
- 1960 : An heiligen Wassern